# Le Commodore Hotel Beirut
Il Le Commodore Hotel Beirut, noto anche come "Beirut Commodore Hotel", "Hotel Commodore", o semplicemente "the Commodore" è un lussuoso hotel a cinque stelle situato in Rue Baalbek nel quartiere Hamra di Beirut in Libano. Tra il 1975 e il 1987, durante la Guerra civile libanese, il Commodore è stato l'hotel che ha funto da rifugio sicuro per molti corrispondenti e diplomatici libanesi e stranieri in missione nella capitale libanese dilaniata dalla guerra.

## Architettura
L'hotel è costituito da un edificio rettangolare di sette piani che dispone di 203 spaziose camere e suite, alcune con balcone privato; sono inoltre disponibili tre camere comunicanti, camere triple e family suite, oltre a camere per non fumatori. Altri servizi includono una piscina all'aperto ed una palestra assortita, un Business Center, una sala da ballo, un lounge bar, due ristoranti e una pasticceria.

## Ospiti famosi
- Terry Waite
- Terry A. Anderson
- Thomas Friedman
- Tim Llewellyn
- Jonathan Dimbleby
- John McCarthy
- Ramzi Haidar
- Robert Fisk
- Philippe Billard